# Steven Fletcher
Steven Kenneth Fletcher (Shrewsbury, 26 maart 1987) is een Schots voetballer bij voorkeur als aanvaller speelt. Hij verruilde in augustus 2012 Wolverhampton Wanderers voor Sunderland. Fletcher debuteerde in 2008 in het Schots voetbalelftal.

## Carrière
Fletcher stroomde in 2004 door vanuit de jeugd van Hibernian. Daarvoor speelde hij vervolgens 156 wedstrijden in het eerste, waarin hij 43 keer scoorde. Burnley haalde Fletcher in 2009 weg uit Schotland, waarop hij één seizoen later verhuisde naar het dan net naar de Premier League gepromoveerde Wolverhampton Wanderers. Fletcher speelde 61 competitiewedstrijden voor de club en scoorde daarin 22 keer.
Op 24 augustus 2012 tekende Fletcher een vierjarig contract bij Sunderland, dat €15,2 miljoen euro voor hem betaalde. In zijn eerste competitiewedstrijd voor zijn nieuwe club maakte hij twee doelpunten, een 2–2 gelijkspel tegen Swansea City.

## Erelijst
| Scottish League Cup | 1x | 2006/07 |

1 Okonkwo ·
3 Brunt ·
4 Cleworth ·
5 O'Connell ·
6 O'Connor ·
7 McClean ·
8 Cannon ·
9 Palmer ·
10 Mullin ·
11 Marriott ·
12 Evans ·
13 Burton ·
15 Dobson ·
16 Rodríguez ·
17 Bolton ·
19 Mendy ·
20 Rathbone ·
21 Howard ·
22 Faal ·
23 Revan ·
24 Scarr ·
25 Boyle ·
26 Fletcher ·
28 Smith ·
29 Barnett ·
31 McNicholas ·
32 Foster ·
33 Adam ·
37 James ·
38 Lee ·
41 Hall ·
45 Ashfield ·
47 Longman ·
Coach: Parkinson